# Ville champignon

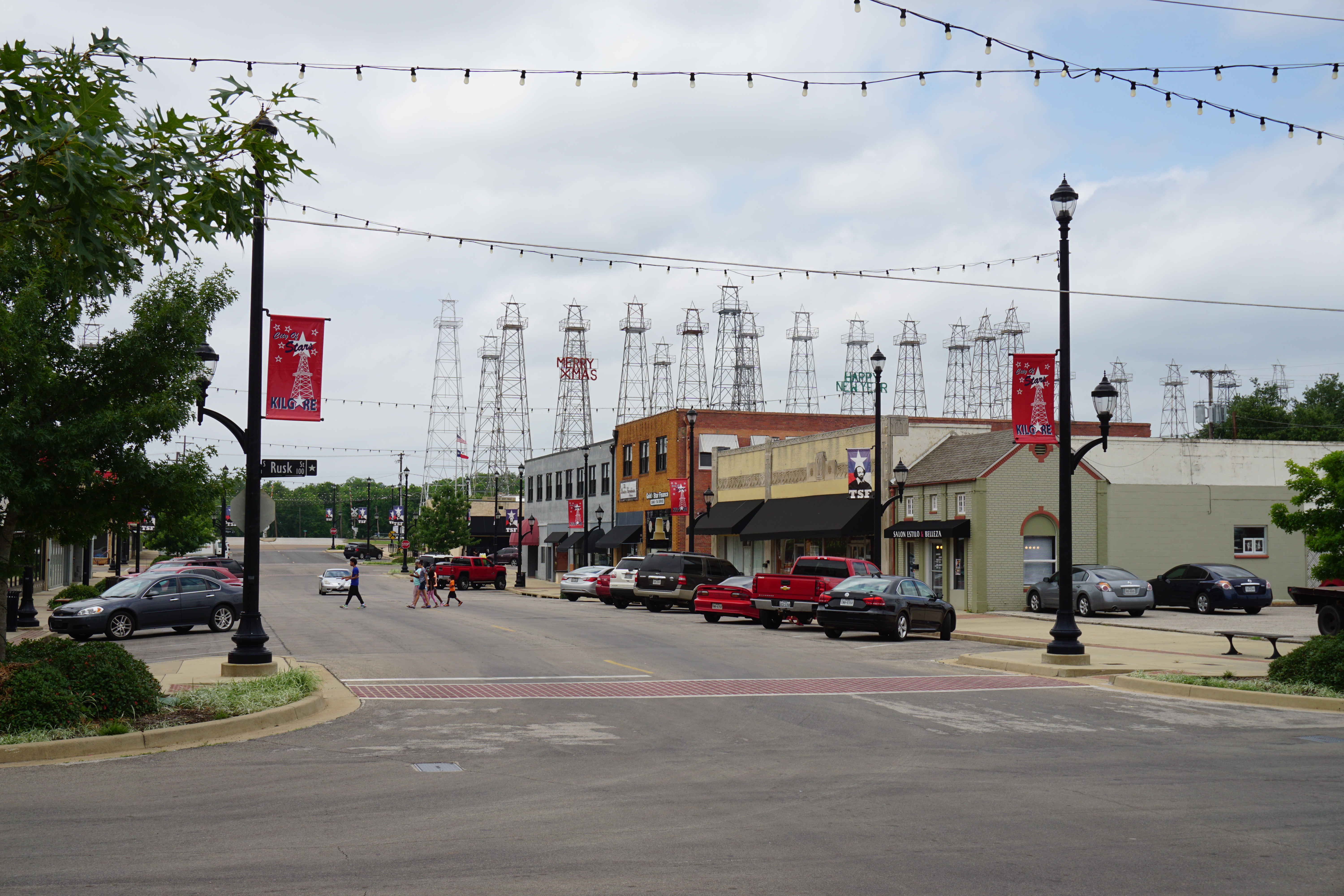
Derricks de pétrole ornementaux à Kilgore, Texas, États-Unis.

Une ville champignon est une ville qui connaît une croissance démographique et économique rapide et soudaine. Ce phénomène de croissance est généralement lié à la découverte à proximité d'un gisement de matière première précieuse, comme l'or, le pétrole, l'argent ; l'expression peut aussi s'appliquer à des villes qui croissent rapidement pour d'autres raisons, comme le voisinage d'une importante agglomération, un important programme de travaux publics, un climat favorable, ou une attraction.
C'est la ruée vers l'or aux États-Unis qui donne les exemples les plus connus de villes champignons. Celles-ci surgissent parfois au milieu du désert, au milieu d’un gisement minier. À la fin du XIXe et au début du XXe siècle, des villes industrielles ont connu le même phénomène, ainsi que des villes construites pour l'exploitation des ressources forestières (celles-ci durant une décennie).
Gas City en Indiana est un exemple de la fin du XIXe siècle d'une ville qui s'est développée autour de l'exploitation du gas naturel. Fort McMurray, au Canada, est un exemple récent de ville champignon, créée autour de l'exploitation de schistes bitumineux.

## Caractéristiques
Les villes champignons sont évidemment principalement caractérisées par cette croissance exponentielle aussi bien démographique qu'économique, les nouveaux arrivants étant attirés par de hauts salaires, des concessions minières, le climat ou d'autres caractéristiques attrayantes. Parallèlement, de nombreuses entreprises s'installent et fournissent aux ouvriers de quoi dépenser leur paie, et aux entreprises d'extraction de quoi s'équiper. Souvent, les villes champignons combinent prospérité économique et rupture sociale, comme les cultures locales et les infrastructures qui doivent s'adapter aux vagues d'émigrants.
Les villes champignons sont dépendantes à l'extrême d’une activité ou d'une ressource unique qui est à l'origine du démarrage (mine, usine ou autre), ce qui provoque un effondrement lorsque les ressources sont épuisées, effondrement qui peut être aussi rapide que la croissance. Parfois, la ville est entièrement ou presque entièrement désertée, donnant ainsi une ville fantôme.
La ville champignon peut naître suivant un plan : les compagnies minières créent ainsi des villes dédiées à l'exploitation d'une mine, avec tous les services et commerces, et les détruisent quand la mine est épuisée.

## Exemples américains
- Titusville (Pennsylvanie)
- Nome (Alaska)
- Fairbanks (Alaska) ; durant la ruée vers l’or du Klondike et la construction de l’oléoduc d'Alaska
- Fort McMurray (Alberta)
- Graysonia (Arkansas)
- Tombstone (Arizona)
- Bodie (Californie)
- Sacramento (Californie)
- San Francisco (Californie)
- Deadwood (Dakota du Sud)
- Chicago (Illinois)
- Caldwell (Kansas)
- Dodge City (Kansas)
- Ellsworth (Kansas)
- Virginia City (Nevada)
- Rochester (État de New York) ; commence dans les années 1820 avec l’ouverture du canal Érié
- Cromwell (Oklahoma)
- Cincinnati (Ohio) ; première ville champignon aux États-Unis
- Elliot Lake (Ontario)
- Lake Oswego (Oregon)
- Beaumont (Texas)
- Burkburnett (Texas)
- El Paso (Texas)
- Kilgore (Texas)
- Jeffrey City (Wyoming)

## Exemples européens
- Louvain-la-Neuve
- Commune de Belleville de 1830 à 1860
- Belfort après 1871